# Marsonia Slavonski Brod
Nogometni klub Marsonia Slavonski Brod – chorwacki klub piłkarski z siedzibą w Slavonskim Brodzie. Został założony w 1909 roku.

## Historia
Klub został założony w 1909 roku. Klub od początku istnienia nie odnosił większych sukcesów. W pierwszej lidze chorwackiej grał w latach 1994–1997, 2000–2001 i 2003–2004.
Fani zespołu Marsonii zwani są „Legija”. Stadion nazywa się Uz Savu („nad Sawą”) i może pomieścić 10.000 widzów.

### Piłkarze w historii klubu
- Ivica Olić
- Boris Živković
- Mario Mandžukić